# Остаток (биохимия)
Остаток в биохимии и молекулярной биологии — структурная единица биополимера, состоящего из аминокислот и сахаров; часть мономера, которая остаётся неизменной после включения его в биополимер. Например, остатками принято называть аминокислотные звенья, входящие в состав пептида. Остатки уже не являются аминокислотами, так как в результате реакции конденсации, они утратили по одному атому водорода из аминогруппы и гидроксил, входящий в состав карбоксильной группы. Кроме того, остатками также считаются N-концевая и C-концевая аминокислоты пептида. Таким образом, остаток в биохимии можно определить, как ту часть молекулы, которая остаётся неизменной после отщепления от неё H+ и/или OH-. 
Понятие остатка не тождественно понятию функциональной группы: один остаток, например, аминокислоты или сахара может нести на себе несколько функциональных групп.